# Адо, Пьер
Пьер Адо (фр. Pierre Hadot; 21 февраля 1922 года, Париж — 25 апреля 2010 года, Орсэ, Эсон, Франция) — французский филолог и философ, историк, переводчик и комментатор античной философии.

## Биография
Из католической семьи, вырос в Реймсе. Учился в католической семинарии философии и богословию, принял священство (1944), однако в 1952 г. сложил с себя сан. Продолжил изучение филологии. Учился в Сорбонне, в том числе у Эмиля Брейе. В 1949—1964 гг. — в CNRS, в этот период близок к Жану-Пьеру Вернану и Луи Дюмону. В 1964—1985 гг. — в EPHE. С 1982 г. профессор кафедры истории эллинистической и римской мысли Коллеж де Франс (по инициативе Мишеля Фуко), с 1991 г. почётный профессор.
Член-корреспондент Академии наук и литературы в Майнце, Академии наук в Мюнхене.
Премия Французской Академии за переводы Плотина (1992), Большая премия Академии по философии (1999) и др. награды.
Почётный доктор Нёвшательского университета, университета Лаваля (Квебек).
В июне 2010 г. в Институте философии РАН в Москве состоялся Международный семинар «Философия как духовное упражнение и образ жизни» памяти Пьера Адо ().
Жена — Илзетраут Адо, историк философии.

## Труды
Работы по неоплатонизму и стоицизму, опирающиеся на переводы и комментарии трудов Плотина, Симпликия, Мария Викторина, Марка Аврелия, Св. Амвросия и др., с активным привлечением восточной мысли, аналитической философии и экзистенциализма, оказали значительное влияние на французскую философию последней трети XX в. (Фуко, Андре Конт-Спонвиль, Реми Браг, Мишель Онфре, Люк Ферри и др.). Особое значение в исследованиях Адо придается принципам, системе, практикам образования и самовоспитания («духовного упражнения») в античных обществах и обществах Нового времени. Философию он понимает как образ жизни.
Книги Адо переведены на многие языки, включая турецкий.